# Jürgen Wirth
Jürgen Wirth (* 20. Juni 1965 in Großbreitenbach) ist ein früherer deutscher Biathlet.
Jürgen Wirth startete für den ASK Vorwärts Oberhof. In der zweiten Hälfte der 1980er Jahre gehörte er zu den besten ostdeutschen Biathleten. Zunächst war er ein erfolgreicher Juniorensportler. 1983 gewann er hinter André Sehmisch Silber im Einzel sowie mit Sehmisch und Maik Dietz Gold im Staffelwettbewerb der Junioren-Weltmeisterschaften von Antholz. Im Biathlon-Weltcup erreichte Wirth ab 1984 häufig gute Ergebnisse, darunter einen vierten Platz im Sprint von Ruhpolding 1987 und einen fünften Platz 1985 im Einzel von Oberhof. An internationalen Großereignissen nahm er mehrfach teil. Bei den Biathlon-Weltmeisterschaften 1985 wurde er 55. im Sprint, 1986 in Oslo 20. im Sprint und 18. im Einzel. In der Staffel gewann er als Startläufer gemeinsam mit Frank-Peter Roetsch, Matthias Jacob und André Sehmisch hinter der sowjetischen Staffel die Silbermedaille. Die Biathlon-Weltmeisterschaften 1987 in Lake Placid brachten neben einem 25. Platz im Einzel den Gewinn des Weltmeistertitels mit der Staffel der DDR in der Besetzung des Vorjahres vor den Staffeln der UdSSR und der Bundesrepublik. Höhepunkt in Wirths Karriere wurde die Teilnahme an den Olympischen Winterspielen 1988 von Calgary. Mit Roetsch, Jacob und Sehmisch belegte er im Staffelrennen den fünften Platz, im Einzel wurde er 16. National feierte Wirth vor allem im Sprint nennenswerte Erfolge. 1986 wurde er Dritter bei den DDR-Meisterschaften, 1987 musste er sich nur Frank-Peter Roetsch geschlagen geben, 1988 gewann er den Titel. Bei den Staffelwettbewerben gewann er 1985 Bronze mit der ersten Staffel von Vorwärts Oberhof, 1986 wurde er Vizemeister, 1987 gewann er den Titel, 1988 wurde er erneut Vize. Nach den Olympischen Spielen beendete Wirth seine Karriere.
1986 wurde Jürgen Wirth mit dem Vaterländischen Verdienstorden in Bronze ausgezeichnet.

## Doping in der DDR
Wirth wurde laut seiner Aussage von seinem Trainer Frank Ullrich angewiesen, im Rahmen des  staatlich verordneten Dopings im DDR-Leistungssport  Dopingsubstanzen einzunehmen, die Einnahme sei auch von Ullrich und Wilfried Bock kontrolliert worden.

## Biathlon-Weltcup-Platzierungen
| Platzierung                                | Einzel | Sprint | Verfolgung | Massenstart | Team | Staffel | Gesamt |
| ------------------------------------------ | ------ | ------ | ---------- | ----------- | ---- | ------- | ------ |
| 1. Platz                                   |        |        |            |             |      | 1       | 1      |
| 2. Platz                                   |        |        |            |             |      | 1       | 1      |
| 3. Platz                                   |        |        |            |             |      |         |        |
| Top 10                                     | 4      | 7      |            |             |      | 3       | 14     |
| Punkteränge                                | 11     | 12     |            |             |      | 3       | 26     |
| Starts                                     | 16     | 17     |            |             |      | 3       | 36     |
| Stand: Karriereende / Daten nicht komplett |        |        |            |             |      |         |        |